# فینکه‌خا
وینکگا (به هلندی: Vinkega) یک منطقهٔ مسکونی در هلند است که در وست‌استلینگ‌ورف واقع شده‌است. وینکگا ۱۹۷ نفر جمعیت دارد.